# Karademirchi Vtoryye
Karademirchi Vtoryye (azerbajdzjanska: İkinci Qaradəmirçi) är en ort i Azerbajdzjan.   Den ligger i distriktet Bərdə Rayonu, i den centrala delen av landet, 230 km väster om huvudstaden Baku. Karademirchi Vtoryye ligger 62 meter över havet och antalet invånare är 385.
Terrängen runt Karademirchi Vtoryye är platt, och sluttar brant österut. Runt Karademirchi Vtoryye är det ganska tätbefolkat, med 129 invånare per kvadratkilometer.. Närmaste större samhälle är Barda, 5,4 km nordväst om Karademirchi Vtoryye.
Trakten runt Karademirchi Vtoryye består till största delen av jordbruksmark.